# Quận X, Budapest
Quận X, Budapest là một quận thuộc hạt főváros, Hungary. Quận này có diện tích 32,49 km², dân số năm 2010 là 80357 người, mật độ 2473 người/km².